# Trois contes (Oper)
Trois contes (deutsch etwa: ‚Drei Erzählungen’) ist eine Kammeroper in drei Teilen von Gérard Pesson (Musik) mit einem Libretto von David Lescot nach Hans Christian Andersens Märchen Die Prinzessin auf der Erbse, Lorenza Foschinis Roman Il cappotto di Proust (Prousts Mantel) und Edgar Allan Poes Erzählung The Devil in the Belfry (Der Teufel im Glockenturm). Sie wurde am 6. März 2019 an der Opéra de Lille uraufgeführt.

## Handlung

### Die Prinzessin auf der Erbse
Um eine geeignete Braut zu finden, ist der Prinz um die ganze Welt gereist. Da sich jedoch keine einzige Prinzessin als „echt“ herausgestellt hat, kehrt er unverrichteter Dinge zu seinen Eltern zurück. Er erklärt seinem Vater, dass der Unterschied zwischen echten und falschen Prinzessinnen undefinierbar sei und man sie erst erkennen könne, wenn man sie sehe. Als ein heftiges Gewitter ausbricht, werden die Türen verschlossen. Kurz darauf klopft ein völlig durchnässtes Mädchen an der Tür. Sie stellt sich als Prinzessin vor und bittet um Unterkunft. Die Königin bereitet ihr ein Bett aus zwanzig übereinander gestapelten Matratzen und zwanzig Daunendecken. Unter den Stapel legt sie eine Erbse. Am nächsten Morgen fragt sie die Prinzessin nach ihrem Schlaf. Sie entgegnet, dass sie kein Auge schließen konnte, da etwas Hartes unter ihrem Bett gewesen sei. Erfreut erklärt die Königin ihrem Sohn, dass nur eine echte Prinzessin so empfindlich sei. Daraufhin bittet sie der Prinz um ihre Hand. Die Erbse wird im Musée Carnavalet ausgestellt, um die Wahrheit der Geschichte zu beweisen.
Das Märchen wird insgesamt sechsmal in unterschiedlichen Variationen erzählt. Während das Ausgangsversion, das Thema (Nr. 1), von schneller mechanischer Musik begleitet wird, ist die Musik der ersten Variation (Nr. 2) langsam, verwendet aber einen verkürzten Text. Die folgende Variation (Nr. 3) ist ein Schnelldurchlauf. Es folgt eine szenisch identische Fassung mit verändertem Text und Musik (Nr. 3 a). Die fünfte Variation (Nr. 4) erinnert mit ihrer positiv gestimmten Liederfolge an ein Musical. Die letzte Variation (Nr. 5) ist eine negative Version des Märchens, in der alle unzufrieden sind, die Prinzessin trotz der Erbse vor Müdigkeit einschläft und anschließend als fremde Vagabundin hinausgeworfen wird.

### Prousts Mantel
Eine Museumsführerin führt einige Besucher durch das Musée Carnavalet, in dem einige Objekte aus dem Nachlass von Marcel Proust ausgestellt sind – darunter das schlichte Bett, in dem der Großteil von dessen Roman Auf der Suche nach der verlorenen Zeit entstand. Nur sein Mantel kann nicht gezeigt werden, da er aufgrund seines schlechten Zustands in einem Karton im Depot verwahrt wird. Rückblenden zeigen, wie das Museum in den Besitz der Gegenstände kam: Der Parfümhersteller und Sammler Jacques Guérin wird von Prousts Bruder Robert ärztlich behandelt. Guérins Sekretärin führt Robert durch die Parfümfabrik. Sie erklärt ihm eine Parfümorgel, mit der sämtliche Kreationen der Firma aus ihren Basis-Düften zusammengestellt werden können. Nach Guérins Heilung zeigt Robert ihm den Schreibtisch und die Bibliothek seines Bruders, die sich seit dessen Tod in seinem Besitz befinden. Roberts Frau Marthe Dubois erzählt Guérin bei einem gemeinsamen Essen, dass sie nicht an diesen Dingen interessiert sei und beim Aufräumen alles verbrennen wolle. Als Guérin in einem Trödelladen stöbert, erfährt er vom Verkäufer, einem Herrn Werner, dass dort gerade Prousts Manuskripte angekauft worden seien und man ihm auch dessen Möbel angeboten habe. Robert sei verstorben, und seine Witwe habe die Wohnung räumen müssen. Werner verkauft Guérin die Möbel für 1500 Francs. In der Wohnung findet Guérin noch einige Bücher und bittet Werner, nach weiteren Manuskripten zu suchen. Nachdem er mit großem Vergnügen in den Texten Prousts gelesen hat, fragt er Werner noch einmal nach weiteren Gegenständen. Werner erzählt ihm, dass er von Prousts Frau dessen Mantel erhalten habe, der aber in schlechtem Zustand sei. Er schenkt ihn Guérin. Der findet in den Manuskripten einige Hinweise auf den Mantel. Werner deutet an, dass er ein Verhältnis mit Prousts Frau hatte.

### Der Teufel im Glockenturm
Unterstützt von einem sechsstimmigen Gesangsensemble erzählt ein Schauspieler eine Begebenheit aus dem holländischen Dorf Vondervotteimittiss, das in einem von Hügeln umgebenen Tal liegt. Die Bewohner leben in sechzig identischen Häusern und haben keinerlei Interesse an der Außenwelt, da sie nicht glauben, dass sich hinter den Hügeln irgendetwas befindet. Die Tage laufen mit außerordentlicher Gleichförmigkeit ab: Die Frauen kochen in einem großen Kessel Sauerkraut und Schweinefleisch, die jeweils drei Jungen rauchen im Garten Pfeife, und die kleinen rundlichen Männer beobachten die Uhr im Glockenturm. Der Turm wird vom Wächter, der angesehensten Person des Dorfes, betreut, obwohl die Uhr bislang immer zuverlässig zu jeder Stunde läutete. Kürzlich wurden im Rat drei Beschlüsse gefasst: Es dürfe nichts am „guten alten Lauf der Dinge“ verändert werden, es gebe „nichts Gutes“ außerhalb des Dorfes und „wir schwören unseren Uhren und Kohlköpfen die Treue“. Vorgestern allerdings erschien kurz vor zwölf ein seltsam aussehender Mann mit abgetragenen Schuhen auf dem östlichen Hügel und ritt auf das Dorf zu. Er erregte sofort Verdacht bei den Dorfbewohnern, der sich in Verärgerung wandelte, als er schamlos zu tanzen anfing. Sein Ziel war offensichtlich der Glockenturm. Um Mittag schlug die Glocke dreizehn Mal. Jetzt muss der Eindringling hinausgeworfen und die Ordnung gemeinschaftlich wieder hergestellt werden.

## Gestaltung
Die drei Teile der Oper gehen ohne Pause ineinander über. Obwohl es sich um unterschiedliche in sich abgeschlossene Geschichten handelt, gibt es gemeinsame Elemente und Themen wie beispielsweise die Gestalt des Fremden – die Prinzessin im ersten Teil, der in seiner eigenen Familie wie ein Fremder betrachtete Marcel Proust im zweiten Teil und der die Ruhe des Dorfes störende Teufel im dritten Teil. Das Musée Carnavalet, in dem die Erbse am Ende des ersten Teils ausgestellt wird, ist zugleich Aufbewahrungsort von Marcel Prousts Mantel zu Beginn des zweiten Teils. Jeder Teil lotet ein anderes Verhältnis von Wort und Musik aus.

### Musik
Die Musik enthält eine Vielzahl von kurzen Zitaten anderer Musikwerke wie Puccinis Madama Butterfly, Richard Strauss’ Rosenkavalier oder kurze Wendungen, die an Komponisten wie Anton Bruckner oder Robert Schumann erinnern. Sie sind in der Regel direkt an bestimmte Wörter des Librettos gebunden. Die Ankunft des Prinzen wird in jeder Variation des ersten Teils quasi leitmotivisch durch ein Motiv aus Also sprach Zarathustra gekennzeichnet. Für die Prinzessin verwendet Pesson ein Motiv aus Ravels L’enfant et les sortilèges, und in der letzten („schwarzen“) Variation parodiert er Claude Debussys Pelléas et Mélisande. Die Musik des zweiten Teils ist von einem stechenden und fahlen („lancinant et pâle“) Holzbläsermotiv geprägt. Eine an Monteverdi erinnernde Toccata leitet zum dritten Teil über. Dessen Begleitmusik enthält Zitate aus Mozarts Zauberflöte sowie von György Ligeti und Igor Strawinsky. Zur Ankunft des Teufels erklingt ein Motiv aus dem Scherzo von Anton Bruckners 9. Sinfonie.

### Orchester
Bei der Uraufführung spielten die folgende Instrumente:
- Holzbläser: Flöten (ein Spieler), Oboe, Klarinetten (ein Spieler), Fagott (auch Kontrafagott)
- Blechbläser: Horn, Trompete, Posaune
- Schlagzeug (drei Spieler)
- zwei Klaviere (1. auch 3. Schlagzeug, 2. auch Celesta)
- Streicher: zwei Violinen, zwei Bratschen, zwei Violoncelli, zwei Kontrabässe

## Werkgeschichte
Gérard Pessons Kammeroper Trois contes ist ein Auftragswerk der Opéra de Lille. Es ist nach Forever Valley (2000) und Pastorale (2009) bereits sein drittes Bühnenwerk. Die Uraufführungsproduktion wurde von dieser als Koproduktion mit der Opéra de Rouen, der Opéra de Rennes und der Angers-Nantes Opéra realisiert. Das Libretto stammt von David Lescot. Es handelt sich um eine freie Bearbeitung dreier unterschiedlicher Geschichten, die von den Autoren nach Art eines Triptychons zusammengestellt wurden: dem Märchen Die Prinzessin auf der Erbse von Hans Christian Andersen, dem Roman Il cappotto di Proust (Prousts Mantel) von Lorenza Foschini und der Erzählung The Devil in the Belfry (Der Teufel im Glockenturm) von Edgar Allan Poe.
Die Uraufführung fand am 6. März 2019 mit dem Ictus Ensemble unter der musikalischen Leitung von Georges-Elie Octors an der Opéra de Lille statt. Inszeniert wurde die Produktion vom Librettisten David Lescot mit einem Bühnenbild von Alwyne de Dardel, Kostümen von Mariane Delayre, Lichtdesign von Paul Beaureilles und Videos von Serge Meyer. Die Darsteller waren Camille Merckx (Königin, Prinzenmutter, Guérins Sekretärin, Hostess), Marc Mauillon (König, Prinzenvater, Jacques Guérin, Glockenturmwächter), Enguerrand de Hys (Prinz, Werner, Junge), Maïlys de Villoutreys (Die Prinzessin, Besucher, Bibliothek, Junge), Melody Louledjian (Die andere Prinzessin, Magd, Museumsführerin, Marthe Dubois, Junge), Jean-Gabriel Saint Martin (Diener, Robert Proust, Kurator des Museums, Herr des Hauses), Sung Im Her (Tänzerin / Choreographie) und Jos Houben (Erzähler). Ein Videomitschnitt der Produktion wurde auf der Internetplattform Operavision bereitgestellt.

## Aufnahmen
- 2019 – Georges-Elie Octors (Dirigent), Ictus Ensemble, David Lescot (Inszenierung), Alwyne de Dardel (Bühne), Mariane Delayre (Kostüme), Paul Beaureilles (Licht), Serge Meyer (Video).
 Camille Merckx (Königin, Prinzenmutter, Guérins Sekretärin, Hostess), Marc Mauillon (König, Prinzenvater, Jacques Guérin, Glockenturmwächter), Enguerrand de Hys (Prinz, Werner, Junge), Maïlys de Villoutreys (Die Prinzessin, Besucher, Bibliothek, Junge), Melody Louledjian (Die andere Prinzessin, Magd, Museumsführerin, Marthe Dubois, Junge), Jean-Gabriel Saint Martin (Diener, Robert Proust, Kurator des Museums, Herr des Hauses), Sung Im Her (Tänzerin / Choreographie) und Jos Houben (Erzähler)
 Mitschnitt der Uraufführungsproduktion aus der Opéra de Lille.
 Videostream bei Operavision.[3]